# Олійний завод Костіна
Олійний завод Костіна — підприємство, яке існувало у будинку за адресою: вулиця Суворова, 25, у Ростові-на-Дону наприкінці XIX — на початку XX століття. Завод був власністю купця Юхима Яковича Костіна.

## Історія
У кінці XIX — на початку XX століття будинок на вулиці Суворова, 25 мав адресу Мала-Садова, 33. Його першим відомим власником був купець Пахомов. У 1880-х роках це приміщення орендував купець Костін і в 1887 році заснував у ньому кондитерську фабрику. В 1895 році він звернувся у міську думу з проханням отримати дозволи для облаштування парового олійного заводу в приміщенні, яке він орендував.
У листопаді 1897 його прохання було задоволено за умови, що вплив підприємства на навколишнє середовище буде мінімальним. У грудні 1912 року інформація про функціонування заводу з'явилась на сторінках газети «Приазовський край». У ній було повідомлення, що робота олійного заводу все-таки негативно впливає на навколишнє середовище. Це стало приводом для проведення розслідування спеціальною комісією, яка зробила висновок, що технології і засоби, які використовуються підприємством, все-таки забруднюють місто.
Хоча власником заводу був Костін, проте будинок належав нащадкам Пахомових, які згодом продали його подружжю Костіних. Дружиною купця Костіна була Домна Іванівна, вона ж була і співвласником підприємства, яке виготовляло соняшникову олію. Штат заводу складався з 23 осіб. Керівником був Степан Юхимович Костін — син купця. Товари підприємства користувались попитом у місті. У роки Першої світової війни завод Костіна продавав олію за цінами, набагато нижчими, ніж інші виробники. З певних обставин він став тимчасовим монополістом і ввів умови продажу — віддавати не більше ніж 800 грамів олії за пред'явленням документа, який би підтверджував звання ростовського громадянина. Окрім підприємницької діяльності, Юхим Костін був гласним міської думи, на цю посаду його переобирали. Власністю купця Костіна також була лавка на Старому ринку, де здійснювався продаж карамелі та бубликів та прибутковий будинок, який зберігся до наших часів.
Після 1917 завод перейшов у власність людей на прізвище Свірські, потім підприємство було націоналізовано і стало відомим як Олійний завод № 8. Його орендувало Донське пайове товариство «Донснабторг». Завод існував до другої половини XX століття. У XXI столітті у цьому будинку розташовується готель.

## Опис
Оригінальний фасад будівлі не зберігся. Збережені лише деякі елементи, зокрема на другому поверсі біля віконних отворів.